# Onciale 089
L'Onciale 089 (numerazione Gregory-Aland; "ε 28" nella numerazione Soden), è un codice manoscritto onciale del Nuovo Testamento, in lingua greca, datato paleograficamente al VI secolo.

## Descrizione
Il codice è composto da 4 spessi fogli di pergamena di 360 per 280 mm, contenenti brani il testo del Vangelo secondo Matteo (21,27-28.31-32; 26,2-4.7-12). Il testo è su una sola colonna per pagina e 17 linee per colonna.
Il codice 089 contenenti Natteo 26,2-4.7-9;
Il codice 092a (1 folio) contenenti Matteo 26:4-7,10-12;
Il codice 0293 (2 folios) contenenti Matteo 21,27-28.31-32.

### Critica testuale
Il testo del codice è rappresentativo del tipo testuale alessandrino. Kurt Aland lo ha collocato nella Categoria II.

## Storia
Il codice 089 è conservato alla Biblioteca nazionale russa (Gr. 280) a San Pietroburgo.
Il codice 092a è conservato alla Monastero di Santa Caterina a Sinai (Sinai Harris 11). Il codice 0293 è conservato alla Monastero di Santa Caterina.